# Bajac
Der Bajac ist ein französischer Traktor. Der Hersteller Bajac war in Liancourt im Département Oise in der Region Hauts-de-France ansässig. Bajac hatte um 1910 mit dem Bau von Traktoren und weiteren landwirtschaftlichen Geräten begonnen.

## Bajac
- Leistung: 35 PS
- Hubraum: 5702 cm³
- Bauzeit: 1910 – ca. 1920

Der Traktor konnte eine Pflugwinde antreiben, die zwischen den beiden Antriebsrädern befestigt war und bis zu 1350 kg Zuglast über ein 200 Meter langes Kabel zu bewegen erlaubte. Mit einem automatischen Keilsystem wurden die Räder blockiert, wenn die Winde in Aktion trat. Es bestand aus zwei Keilen, die hinten an den Rädern von starken Federn gehalten und vom Motor zusammengedrückt wurden. Beim Einkuppeln der Winde fielen die Keile durch ihr Eigengewicht und bildeten den Anschlag für die Räder.
Die angetriebenen Hinterräder hatten Querrippen, um die Traktion im Gelände zu erhöhen.

## Technische Daten
- Zylinderbohrung: 110 mm
- Hub: 150 mm
- Vierzylinder-Benzinmotor
- Hubraum: 5702 cm³
- Höchstdrehzahl: 1500/min